# Felsőjánosfa
Felsőjánosfa là một thị trấn thuộc hạt Vas, Hungary. Thị trấn này có diện tích 3,06 km², dân số năm 2010 là 192 người, mật độ 63 người/km².